# 65-я морская стрелковая бригада
65-я морская стрелковая бригада — воинское соединение СССР в Великой Отечественной войне.
Сформирована в октябре-ноябре 1941 года в г. Нязепетровске Челябинской области на территории Уральского военного округа. Наименование морская бригада получила из-за того, что в её формировании участвовал личный состав Тихоокеанского флота и Амурской флотилии.
02.01.1942 года бригада прибыла на участок Массельской оперативной группы Карельского фронта
01.01.1942 года участвовала в безуспешном наступлении в районе Медвежьегорска. С 05 по 10.01.1942 года потери бригады составили 44 % от числа выполнявших боевую задачу. Затем вела оборонительные действия.
В феврале 1944 года подразделения бригады направлены на формирование 176-й стрелковой дивизии.

## Полное название
65-я отдельная морская стрелковая бригада

## Подчинение
- Карельский фронт, фронтовое подчинение — на 01.01.1942 года
- Карельский фронт, 32-я армия — на 01.04.1942 года

## Состав
- 3 отдельных стрелковых батальона;
- отдельный артиллерийский дивизион полковых пушек (8 76-мм);
- отдельный противотанковый батальон (12 57-мм);
- отдельный миномётный дивизион (16 82-мм и 8 122-мм миномётов);
- отдельная рота автоматчиков;
- разведывательная рота;
- рота противотанковых ружей;
- взвод ПВО;
- отдельный батальон связи;
- сапёрная рота;
- автомобильная рота;
- медико-санитарная рота.

## Командиры
- Коробко Фёдор Иванович (03.11.1941 — 22.06.1942), полковник
- Коробко Фёдор Иванович (с 07.08.1942), полковник
- Каверин Алексей Григорьевич (17.10.1943 — 18.02.1944)

## Бойцы
- Зарытовский Василий Никитович,1914 . Член ВКПб с 1942 года. Ефрейтор. Снайпер 3-й стрелковой роты 3 отдельного батальона 65-й морской стрелковой бригады. Участник ВОВ с 28.12.1941 г. В 1941 году ранен на Ленинградском направлении. В марте 1942 года закончил снайперские курсы Награжден орденом Красной звезды. С 9.6.42 -26.642 г уничтожил 22 (из них два снайпера и один наблюдатель) белофинских оккупанта, за что приказом по 32-й армии Карельского фронта награжден медалью «За боевые заслуги». Имел снайперскую дуэль с финским снайпером, который прострелил Закрытовскому каску, а затем ефрейтор уничтожил снайпера вместе с его наблюдателем. Заставил финнов на своем участке передвигаться только ночью и скрытно. В ноябре 1942 года, работая помощником начальника курсов снайперов при его самоотверженной работе подготовлено до 90 снайперов 65-й морской стрелковой бригады. За декабрь 1942 года под непосредственном наблюдением и руководством открыли счет мести 35 бойцов. С 26.06 по 30.12.42 года им уничтожено 34 белофинна, за он награжден Орденом Красной Звезды. Убит 14.4.1943 года. Его имя увековечено на военном монументе в Ярославле:  Памятник-монумент 135 работникам 81-й центральной Военно-инженерной базы, погибшим в период ВОВ 1941-1945 гг.